# Xestia violacea
Xestia violacea là một loài bướm đêm trong họ Noctuidae.